# Pasado y Presente
Pasado y Presente. Revista trimestral de ideología y cultura fue una revista de orientación marxista publicada en Córdoba, Argentina, entre los años 1963 y 1965 y, en una segunda época, ocho años después, dirigida por José María Aricó. Los temas principales versaban sobre la renovación teórica y cultural del marxismo por aquella época. Estuvo dirigida, en su primer año de vida, por Oscar del Barco y Aníbal Arcondo, sumándose a partir de su segundo año José María Aricó, Samuel Kieczkovsky, Juan Carlos Torre, Héctor Schmucler, César Guiñazú, Carlos Sempat Assadourian, Francisco Delich, Luis J. Prieto y Carlos R. Giordano.
La crítica al partido comunista, la difusión del pensamiento de Gramsci y otros clásicos del marxismo, la publicación de numerosos artículos de intelectuales de izquierda contemporáneos –sobre todo italianos–, la discusión en torno a la lucha armada y el mundo obrero cordobés, la relación entre cultura y política, caracterizaron a la revista durante su primera época. Ya en otro contexto, el acercamiento a la izquierda peronista se evidencia en los números aparecidos en 1973. 
Cabe mencionar, además, la publicación por parte del grupo, a partir de 1968, de los Cuadernos de Pasado y Presente, los cuales resultaron claves para la renovación del pensamiento marxista en Latinoamérica.